# تنسيق الثعبان

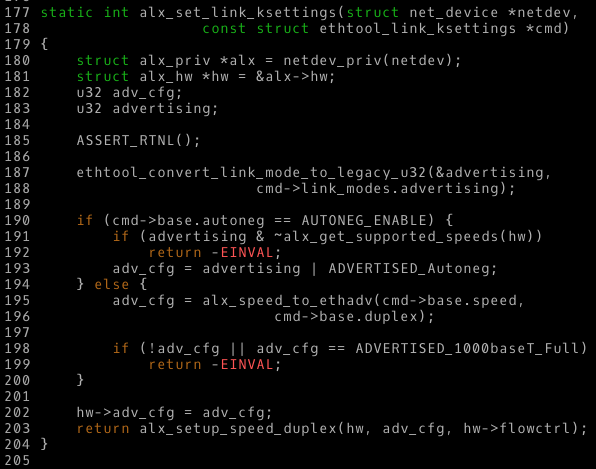
قطعة من الكود من وحدة نواة لينكس ، والتي تستخدم أحرف الثعبان للمعرفات

حالة الثعبان (التي يُكتب أحيانًا بشكل ذاتي كـ snake_case ) هي طريقة تسمية تُستبدل فيها كل فراغ بشرطة سفلية (_)، وتُكتب الكلمات بحروف صغيرة . تُعد هذه الطريقة شائعة الاستخدام في مجال الحوسبة ، مثل أسماء المتغيرات والبرامج الفرعية ، وأسماء الملفات . أظهرت إحدى الدراسات أن القراء يمكنهم التعرف على قيم مكتوبة بنمط الـ الثعبان بسرعة أكبر مقارنة بنمط الـ حالة الجمل . ومع ذلك، "تم تدريب المشاركين بشكل أساسي على أسلوب التسطير السفلي"، لذا لا يمكن استبعاد احتمال التحيز. 
إحدى الصور الفرعية لهذه النمط هي الـ حالة الثعبان الصارخ ، حيث تُكتب الكلمات بأحرف كبيرة (منمقة كـ SCREAMING_SNAKE_CASE).  تُستخدم هذه الاتفاقية للثوابت في لغات البرمجة مثل C / C++ وPython وJava وPHP ، وكذلك للمتغيرات البيئية .

## تاريخ
يعود استخدام الشرطة السفلية كفاصل بين الكلمات إلى أواخر الستينيات. ويرتبط هذا الأسلوب بشكل خاص بلغة البرمجة C، حيث ورد في كتاب لغة البرمجة C الصادر عام 1978، وتمت مقارنته بنمط حالة باسكال (نوع من حالة الجمل ). ومع ذلك، لم يكن لهذه الأسلوب اسم محدد تقليديًا : يشير دليل أسلوب لغة برمجة بايثون إليها ببساطة باسم "أحرف صغيرة مع شرطات سفلية". 
ظهر مصطلحsnake_case لأول مرة ضمن مجتمع Usenet، في مجتمع Ruby في عام 2004،  حيث استخدمه Gavin Kistner، وكتب:
راجع للشغل ... ماذا * تفعل * تسمي هذا الأسلوب التسمية؟ Snake_case؟ هذا ما سأسميه حتى يصححني شخص ما.

حتى عام 2015، لم تكن هنالك تسمية موحّدة لأنماط التسمية التي تستخدم فواصل بين الكلمات في العرّفات متعددة الكلمات، رغم أن بعض المصطلحات بدأت تُستخدم بشكل متزايد، مثل: lisp-caseو kebab-case، و SCREMING_SNAKE_CASE وغيرها.

## أمثلة
تستخدم لغات البرمجة التالية حالة الثعبان حسب الاتفاقية:
- ABAP[8]
- Ada, مع الحروف الأولية التي ترسمت أيضًا[9]
- C++، Boost[10]
- C, بالنسبة لبعض الأسماء في المكتبة القياسية ، ولكن ليس لأسماء الوظائف.
- Eiffel, لأسماء الفئة والميزات[11]
- Elixir, لأسماء Atom ، المتغير ، وأسماء الوظائف.[12]
- Erlang, لأسماء الوظائف .[13]
- GDScript, لأسماء المتغير والوظائف[14]
- Java تستخدم Screaming_snake_case للثوابت النهائية الثابتة وقيم التعداد..[15]
- Kotlinيستخدم Kotlin Screaming_snake_case للثوابت وقيم التعداد [1] [16]
- Magik
- OCaml, لأسماء القيمة والنوع والوحدة النمطية[17]
- Perl, للمتغيرات المعجمية والروتين الفرعي[18]
- Oracle SQL and PL/SQL,[19] بالنسبة لجميع المعرفات غير المؤهلة (الجداول والأعمدة والفهارس والقيود والمتغيرات PL/SQL ، الثوابت ، الإجراءات/الوظائف ، المشغلات ، ...) ، على الرغم من أنها ليست رسمية من قبل Oracle نفسها ، لا يزال يوصي غالبية "المؤثرين" المعروفين واستخدامها في جميع أنحاء وثائق أوراق الرسمية
  - يتم تمثيل جميع معرفات Snake_Case غير المُقالة داخليًا كمعرفات Screaming_snake_case.
- Prolog, لكلا الذرات (أسماء مسند ، أسماء الوظائف ، والثوابت) والمتغيرات[20]
- Python,للأسماء المتغيرة وأسماء الوظائف وأسماء الأسلوب وأسماء الوحدة أو الحزمة (أي الملف) [3]
- PHP، يستخدم PHP Screaming_snake_case لثوابت الفصل
- PL/I[21]
- R,بالنسبة للأسماء المتغيرة وأسماء الوظائف وأسماء الوسيطة ، ESP [1] ecially في النمط Tidyversee
- Ruby,لأسماء المتغير والأسلوب.[22]
- Rust, للأسماء المتغيرة ، أسماء الوظائف ، أسماء الأسلوب ، أسماء الوحدات ، ووحدات الماكرو [1][23]
- Tcl
- Terraform (software),(البرمجيات) ، للموارد والمتغيرات [24]
- Zig,للمتغيرات [25]

## روابط خارجية
- محول علبة الثعبان